# Fundación NMAC

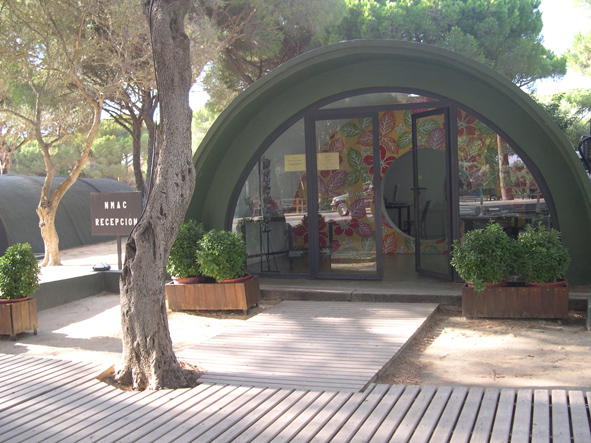
Entree Fundación NMAC

Fundación NMAC is een beeldenpark in Vejer de la Frontera in de Spaanse provincie Cádiz.
Het beeldenpark is gesticht in 2001 en beschikt over een permanente collectie internationale, moderne en hedendaagse beeldhouwkunst, waarbij de nadruk ligt op installatie-, conceptuele- en performancekunst, alsmede land art-projecten. Regelmatig worden wisseltentoonstellingen georganiseerd. Het 30 hectare grote park ligt in de Dehesa de Montenmedia en grenst aan het natuurgebied Parque Natural de la Breña y Marismas del Barbate.

## Permanente collectie
1. Adel Abdessemed : Salam Europe! (2006)
2. Marina Abramović : El Héroe (2001)
3. Marina Abramović : Human Nests (2001)
4. Pilar Albarracín : La Noche 1002/Lunares (2001)
5. Maja Bajevic : Sculpture for the Blind/Le Voyage (2006)
6. Gunilla Bandolin : Sky's Impression (2001)
7. Maurizio Cattelan : San título (2001)
8. Olafur Eliasson : Quasi Brick Wall (2002)
9. Jeppe Hein : Modified Social Benches (2006)
10. Sol LeWitt : Cinderblock (2001)
11. Michael Lin : Garden Passage (2003)
12. Cristina Lucas : Tu también puedes caminar (2006)
13. Pascale Marthine Tayou : Plansone Duty Free (2006)
14. Aleksandra Mir : Love Stories (2004/07)
15. Richard Nonas : River Run/Snake in the Sun (2001)
16. Roxy Paine : Transplantado (2001)
17. Ester Partegàs : Yo Recuerdo (2003)
18. MP y MP Rosado : Secuencia ridicula (2002)
19. Fernando Sánchez Castillo : Fuente (2003)
20. Santiago Sierra : 3000 huecos de 180x70x70 cada uno (2002)
21. Susana Solano : Encens y Mirra (2003)
22. Huang Yong Ping : Hammam o Baño Árabe (2003)
23. Shen Yuan : Puente (2004)
24. James Turrell : Second Wind (2005)

## Fotogalerij

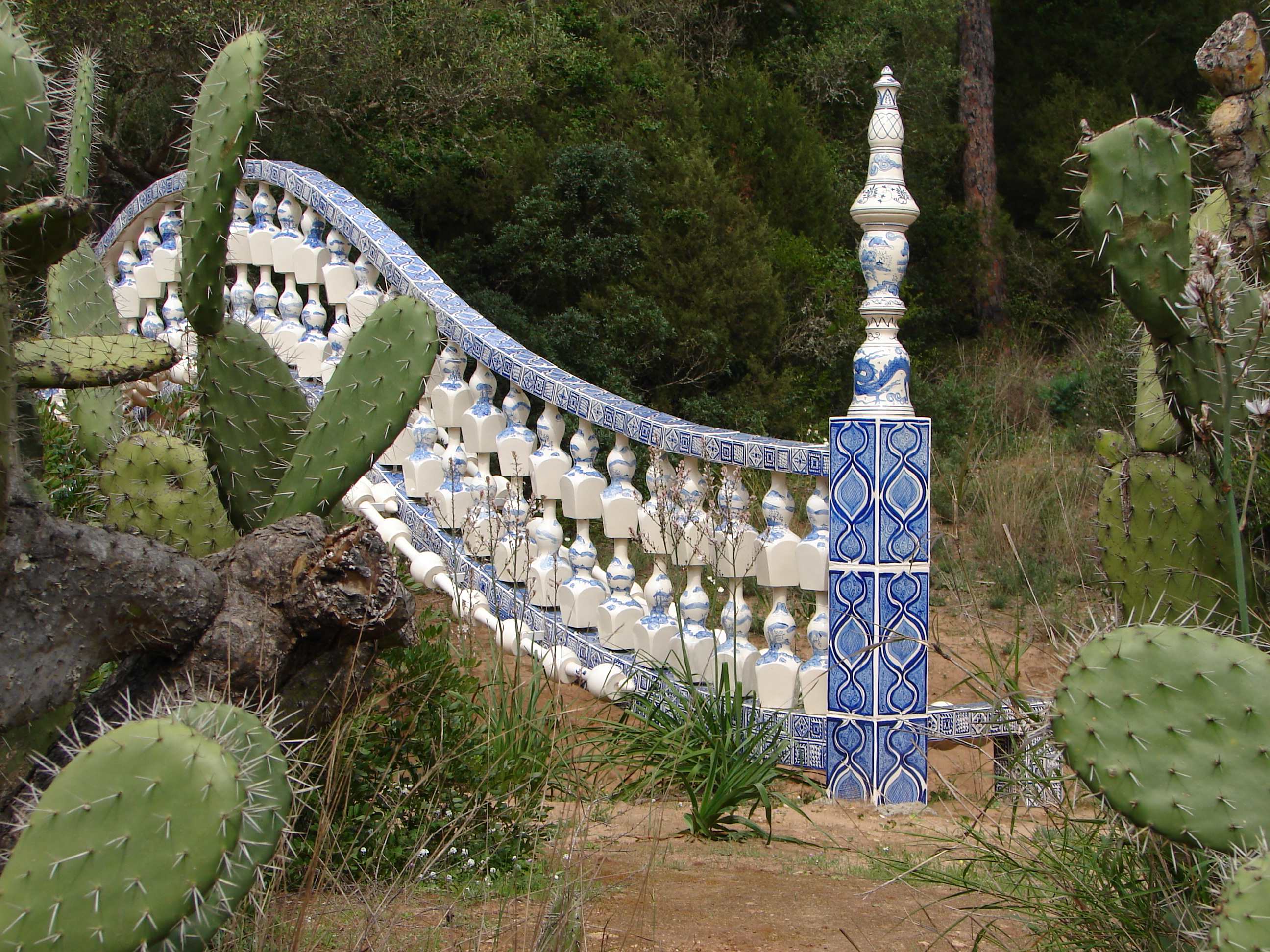
Nr. 23 : Puente